# 那智ノ山公晴
那智ノ山 公晴（なちのやま きみはる、1920年8月15日 - 1994年12月22日）は、和歌山県日高郡日高川町（現役時代は、同郡矢田村）出身で出羽海部屋に所属した大相撲力士。本名は柏木 佐平（かしわぎ さひら）。最高位は西前頭19枚目（1950年9月場所・1951年1月場所）。現役時代の体格は182cm、99kg。得意手は右四つ、三所攻め、大股、小股掬い。

## 来歴・人物
1937年5月、横綱・武蔵山の一行が巡業で和歌山市内を訪れた際に出羽海親方（元小結・両國）の熱心なスカウトを受け、それに応じて出羽海部屋へと入門。同年5月場所で初土俵を踏み、翌年5月、本名でもある「柏木」の四股名で序ノ口に付いた（その後、「那智ノ海」を経て「那智ノ山」へ改名している）。
三段目の地位で優勝した1941年1月場所の直後、兵役に就き、中国・湖北省に渡って日本軍の一員として日中戦争に参加。従軍中、右足太腿を酷く負傷し、程無く除隊した。
この怪我により右脚が左脚より短くなってしまうという後遺症が残ってしまった事で出世も順調に行かなくなり、一時は力士生命も危ぶまれたが、懸命のリハビリで克服。その甲斐もあって、1947年6月場所で待望の十両昇進を果たした。
1950年9月場所では新入幕を遂げ、7勝8敗と惜しくも勝ち越しを逸したものの、健闘している。
長身の割に体は細く、右四つ相撲を得意とした力士であった。部屋付きの秀ノ山親方（元関脇・笠置山）から教わった奇手・三所攻めや大股などが得意技で、三所攻めは、本場所で幾度も披露した事がある。
幕内は僅か2場所しか務まらなかったが、十両では長く活躍し、1958年1月場所で引退を表明するまで計36場所務めた。
引退後は年寄・峰崎として後輩達を指導し、日本相撲協会では相撲教習所の指導員を長年に亘って務めた。1985年8月、停年退職。
1994年12月22日、悪性リンパ腫のため千葉県市川市内の病院で亡くなった。享年74。

## 主な戦績
- 通算成績：308勝326敗14休 勝率.486
- 幕内成績：11勝14敗5休 勝率.440
- 現役在位：54場所
- 幕内在位：2場所
- 各段優勝
  - 三段目優勝：1回（1941年1月場所）

### 場所別成績
| | 一月場所 初場所（東京）  | 三月場所 春場所（大阪） | 五月場所 夏場所（東京） | 七月場所 名古屋場所（愛知） | 九月場所 秋場所（東京） | 十一月場所 九州場所（福岡） |
| --- | ------------------------ | ----------------------- | ----------------------- | --------------------------- | ----------------------- | --------------------------- |
| 1937年 （昭和12年） | x                        | x                       | （前相撲）              | x                           | x                       | x                           |
| 1938年 （昭和13年） | （前相撲）               | x                       | 西序ノ口7枚目 5–2       | x                           | x                       | x                           |
| 1939年 （昭和14年） | 西序二段5枚目 4–2–1      | x                       | 西三段目27枚目 4–4      | x                           | x                       | x                           |
| 1940年 （昭和15年） | 東三段目26枚目 5–3       | x                       | 西三段目7枚目 4–4       | x                           | x                       | x                           |
| 1941年 （昭和16年） | 東三段目4枚目 優勝 7–1   | x                       | x                       | x                           | x                       | x                           |
| 1942年 （昭和17年） | x                        | x                       | x                       | x                           | x                       | x                           |
| 1943年 （昭和18年） | 東幕下21枚目 休場 0–0–8  | x                       | 幕下 3–5                | x                           | x                       | x                           |
| 1944年 （昭和19年） | 東幕下27枚目 3–5         | x                       | 西幕下32枚目 4–1        | x                           | x                       | 東幕下12枚目 2–3            |
| 1945年 （昭和20年） | x                        | x                       | 東幕下13枚目 3–2        | x                           | x                       | 東幕下6枚目 3–2             |
| 1946年 （昭和21年） | x                        | x                       | x                       | x                           | x                       | 西幕下2枚目 4–3             |
| 1947年 （昭和22年） | x                        | x                       | 東十両12枚目 5–5        | x                           | x                       | 東十両6枚目 3–8             |
| 1948年 （昭和23年） | x                        | x                       | 東十両12枚目 8–3        | x                           | 西十両3枚目 1–10        | x                           |
| 1949年 （昭和24年） | 西十両11枚目 8–5         | x                       | 東十両5枚目 9–6         | x                           | 西十両2枚目 7–8         | x                           |
| 1950年 （昭和25年） | 東十両3枚目 6–9          | x                       | 西十両4枚目 10–5        | x                           | 西前頭19枚目 7–8        | x                           |
| 1951年 （昭和26年） | 西前頭19枚目 4–6–5       | x                       | 西十両2枚目 5–10        | x                           | 西十両6枚目 7–8         | x                           |
| 1952年 （昭和27年） | 東十両8枚目 10–5         | x                       | 東十両4枚目 4–11        | x                           | 西十両8枚目 10–5        | x                           |
| 1953年 （昭和28年） | 西十両3枚目 8–7          | 西十両筆頭 4–11         | 西十両9枚目 5–10        | x                           | 西十両13枚目 8–7        | x                           |
| 1954年 （昭和29年） | 東十両12枚目 7–8         | 東十両13枚目 7–8        | 西十両14枚目 11–4       | x                           | 東十両7枚目 5–10        | x                           |
| 1955年 （昭和30年） | 西十両13枚目 8–7         | 東十両12枚目 9–6        | 東十両5枚目 6–9         | x                           | 西十両7枚目 8–7         | x                           |
| 1956年 （昭和31年） | 東十両5枚目 6–9          | 東十両9枚目 10–5        | 西十両4枚目 7–8         | x                           | 東十両6枚目 7–8         | x                           |
| 1957年 （昭和32年） | 東十両7枚目 6–9          | 東十両11枚目 7–8        | 東十両11枚目 5–10       | x                           | 西十両18枚目 7–8        | 東十両20枚目 8–7            |
| 1958年 （昭和33年） | 東十両20枚目 引退 4–11–0 | x                       | x                       | x                           | x                       | x                           |
| 各欄の数字は、「勝ち-負け-休場」を示す。 優勝 引退 休場 十両 幕下 三賞：敢=敢闘賞、殊=殊勲賞、技=技能賞 その他：★=金星 番付階級：幕内 - 十両 - 幕下 - 三段目 - 序二段 - 序ノ口 幕内序列：横綱 - 大関 - 関脇 - 小結 - 前頭（「#数字」は各位内の序列） |                          |                         |                         |                             |                         |                             |

### 幕内対戦成績
| 力士名 | 勝数 | 負数 | 力士名 | 勝数 | 負数 | 力士名   | 勝数 | 負数 | 力士名 | 勝数 | 負数 |
| ------ | ---- | ---- | ------ | ---- | ---- | -------- | ---- | ---- | ------ | ---- | ---- |
| 大昇   | 0    | 1    | 甲斐錦 | 1    | 0    | 甲斐ノ山 | 2    | 0    | 神錦   | 0    | 1    |
| 北ノ洋 | 1    | 1    | 清恵波 | 0    | 1    | 櫻國     | 0    | 1    | 若嵐   | 1    | 0    |
| 時津山 | 0    | 1    | 藤田   | 1    | 0    | 緑國     | 1    | 0    | 神若   | 1    | 0    |
| 米川   | 0    | 1    | 若葉山 | 0    | 1    |          |      |      |        |      |      |

## 改名歴
- 柏木 佐平（かしわぎ さひら、1938年5月場所-1943年5月場所）
- 那智ノ海（なちのうみ、1944年1月場所-1946年11月場所）
- 那智ノ山 公晴（なちのやま きみはる、1947年6月場所-1958年1月場所）

## 年寄変遷
- 峰崎 浩徳（みねざき ひろのり、1958年1月-1985年8月）